# Катря Гриневичева
Катерина Гриневич, відома як Ка́тря Гриневиче́ва, до шлюбу Банах (19 листопада 1875, Винники біля Львова — 25 грудня 1947, Берхтесґаден, Баварія) — українська історична письменниця, видавниця, освітянка та феміністка. Діячка жіночого руху на Галичині, очільниця Союзу українок.

## Життєпис
Народилася в сім'ї Василя Банаха, державного службовця, і Марії Кубай, як найстарша дитина. Дати освіту дочці і шістьом синам було батькам нелегко, тож життя в родині межувало зі спартанською простотою.
Брати Катрі (крім Григора, який помер ще дитиною) здобули високу освіту. Д-р Валерій був адвокатом у Надвірній, о. Іван — працівником греко-католицької катедри у Перемишлі, д-р Володимир — лікарем, Денис — учителем й організатором хору в с. Гаях під Львовом, Євген — хорунжим УГА, загинув 1920 року в «чотирикутнику смерті», наймолодший Богдан впав від польської кулі в часі листопадових боїв у 1918 у Львові.
Раннє дитинство Катерина Банах провела у Винниках. Коли їй минуло 3 роки, родина переїхала до Кракова. Тут минули дитячі й шкільні роки, закінчила польську вчительську семінарію й почала писати польською. У семінарії було заведено факультативне вивчення української мови для тих майбутніх учительок, що мали працювати у Східній Галичині, і Катерина Банах починає вивчати рідну мову. На цей час припадає її зустріч із Василем Стефаником, який схилив письменницю до української літератури. У спогадах Стефаник писав про краківський період їх біографій: «Треба уладжувати шевченківський концерт… Радикали перепачковують на одну з деклямацій „Каменярів“ Франка ... Декляматорка, тепер пані Гриневичева, думаю, не взяла на себе непростимого гріха».
Через батькового приятеля, вчителя з Винник Григора Врецьону, познайомилася з Осипом Гриневичем. Після одруження й закінчення семінарії 19-літня вчителька переїхала до Львова, де й прожила майже все життя. Чоловік працював учителем в українській школі вправ при Львівській учительській семінарії, мешкали при вул. Б.Ґловацького (тепер Я.Головацького), 8. У 1896 році народила сина Володимира Тараса, у 1898-му — Ярослава Євгена, у 1903 — доньку Дарію Наталію.
У Львові Катря Гриневичева, крім літератури, займалася редакційно-видавничою справою, стала однією з активних діячок жіночого руху в Галичині. 1909 року за дорученням товариства "Просвіта" редагує журнал для дітей «Дзвінок», який став популярним не лише в Галичині, але й на Наддніпрянщині. В журналі з'явилися історичні оповідання самої Гриневич, адресовані молоді: «Перед похороном князя Романа», «Ярослав Осмомисл», «Княжичі».
Мала роман з Гнатом Хоткевичем, про який її біографи рідко згадують. Шанувальниця таланту письменниці Ярослава Ваврисевич про цей епізод каже коротко: «Музикою … зачарував її Гнат Хоткевич настільки, що подалася до нього в Київ».
На початку Першої світової війни (1914) обидва її сини пішли охотниками [Архівовано 15 вересня 2016 у Wayback Machine.] до Легіону УСС, а Гриневичева разом з іншими втікачами-галичанами опинилася в таборі для воєнних виселенців у Ґмюнді (Нижня Австрія). Нелегке табірне життя описала у збірці оповідань «Непоборні» (1926). Потім був табір в Ґредінґу, де працювала вчителькою.
У 1917 повернулася до Львова, де стала свідкою листопадових боїв 1918-го, працювала в редакції «Українського Слова». Залишилася у місті після відходу Галицької Армії, працювала вчителькою. У 1920 з війни повернулися її сини. У 1922-1924 очолювала «Союз українок».
Її старший син Володимир одружився з Марією Федак, донькою адвоката та громадського діяча Степана Федака, доктор права, працював суддею в Городенці та Перемишлі. Молодший син Ярослав став адвокатом у Надвірній. Донька Дарія була професоркою в гімназії сестер Василіянок у Львові, згодом одружилася з українським економістом Іллею Витановичем (Витановичі мешкали у Львові на вул. Малаховського, тепер Остроградських, 2).
У 1926 помер (на 62 році життя) чоловік, Осип Гриневич. Письменниця більше не одружувалась, хоча до неї сваталися відомі галичани, зокрема, Василь Стефаник. Вона присвятила себе вихованню внучки Арети Витанович.
На час початку Другої світової війни (1939) Катря Гриневич перебувала у Надвірній у сина Ярослава, звідки виїхала до Львова. Завдяки цьому вона уникла трагічної долі свого брата, адвоката Валерія Банаха, вивезеного НКВДистами з Надвірної до Станиславова, а відтак на копальні Донбасу, де він загинув. У січні 1940 Катря Гриневичева зі синами Ярославом і Володимиром та їхніми родинами з підробленими документами німців, що нібито репатріювалися з Галичини до Райху, виїхала до генерал-губернаторства (окупованої німцями території Польщі) й оселилася у Кракові, місті свого дитинства й юності.
У 1944, рятуючись перед радянським наступом, Катря Гриневичева з деякими членами своєї родини знову вирушила на захід: Криниця, Братислава, Відень, Саксонія, Баварія. Врешті втікачі опинилися в таборі для «переміщених осіб» (DP, «ді-пі») в американській зоні окупації (Карлсфельд біля Мюнхена). Тут були також скульптор Сергій Литвиненко, який вирізьбив погруддя письменниці, літературознавець Остап Грицай, поет Євген Маланюк.
У серпні 1947 Катря Гриневичева зламала ногу, її поклали до міського шпиталю в Берхтесґадені, де зробили операцію. У цьому ж шпиталі письменниця померла в ніч проти 27 грудня 1947 року у віці 72 років. Похована на цвинтарі Берхтесґадені.

## Літературна та громадська діяльність
Катря Гриневичева належить до кола письменників, яке з'явилося на обрії української літератури на початку XX ст. Вона формувалася у колі прогресивних, демократично налаштованих літераторів Західної України, підтримувала дружні стосунки з Василем Стефаником, Марком Черемшиною, Ольгою Кобилянською, Осипом Маковеєм, Гнатом Хоткевичем. Найбільше орієнтувалася на Івана Франка, який перший помітив її небуденний письменницький талант і почав друкувати її твори у редагованих ним виданнях.
Перша збірка Катрі Гриневичевої «Легенди і оповідання» (1906) була популярною, основу книжки становлять оповіді, присвячені тяжкому й безпросвітному життю бідарських дітей. Письменниця добре знала дитячу психологію, бачила, за яких тяжких умов зростали й виховувалися діти галицької бідноти, тому багато сил віддала народному вихованню, формуванню шкільної лектури. У 1910—1912 pp. вона редагувала дитячий журнал «Дзвінок» (Львів 1890—1914).
Враження Першої світової війни покладені в основу збірки «Непоборні» (1926), яка принесла письменниці широке визнання поряд з творами на антивоєнну тему Василя Стефаника, Марка Черемшини, Михайла Яцкова, Ольги Кобилянської, повістю Осипа Турянського «Поза межами болю».

Основою історичних повістей Гриневичевої «Шестикрилець» (1935) та «Шоломи в сонці» (1928) стали події на Галицько-волинській землі другої половини XII — початку XIII ст. Гриневич спирається на історичні джерела, а також використовує тогочасні праці Михайла Грушевського, І. Линниченка, М. Кордуби, І. Шараневича, Д. Зубрицького. Увага зосереджена на основних подіях життя князя Романа Мстиславича: подорож до Угорщини, одруження з Рюриківною, похід на ятвягів, боротьба з великим боярством, укріплення західних кордонів, зміцнення зв'язків із півднем, боротьба з половцями, посилення єдності Русі, незгода з Рюриком Київським, похід на Польщу і смерть володаря. Повість складається зі своєрідного циклу оповідань, об'єднаних спільним героєм та ідейним пафосом. Письменниця творить культ героя — людини, воїна, князя, розуміє й виправдовує духовну самотність, твердість у боротьбі з боярською опозицією. Мстиславича зображено за різних обставин, і скрізь він — розумний політик і дипломат, хоробрий воїн, лицар честі й доброти, великий будівничий своєї держави.

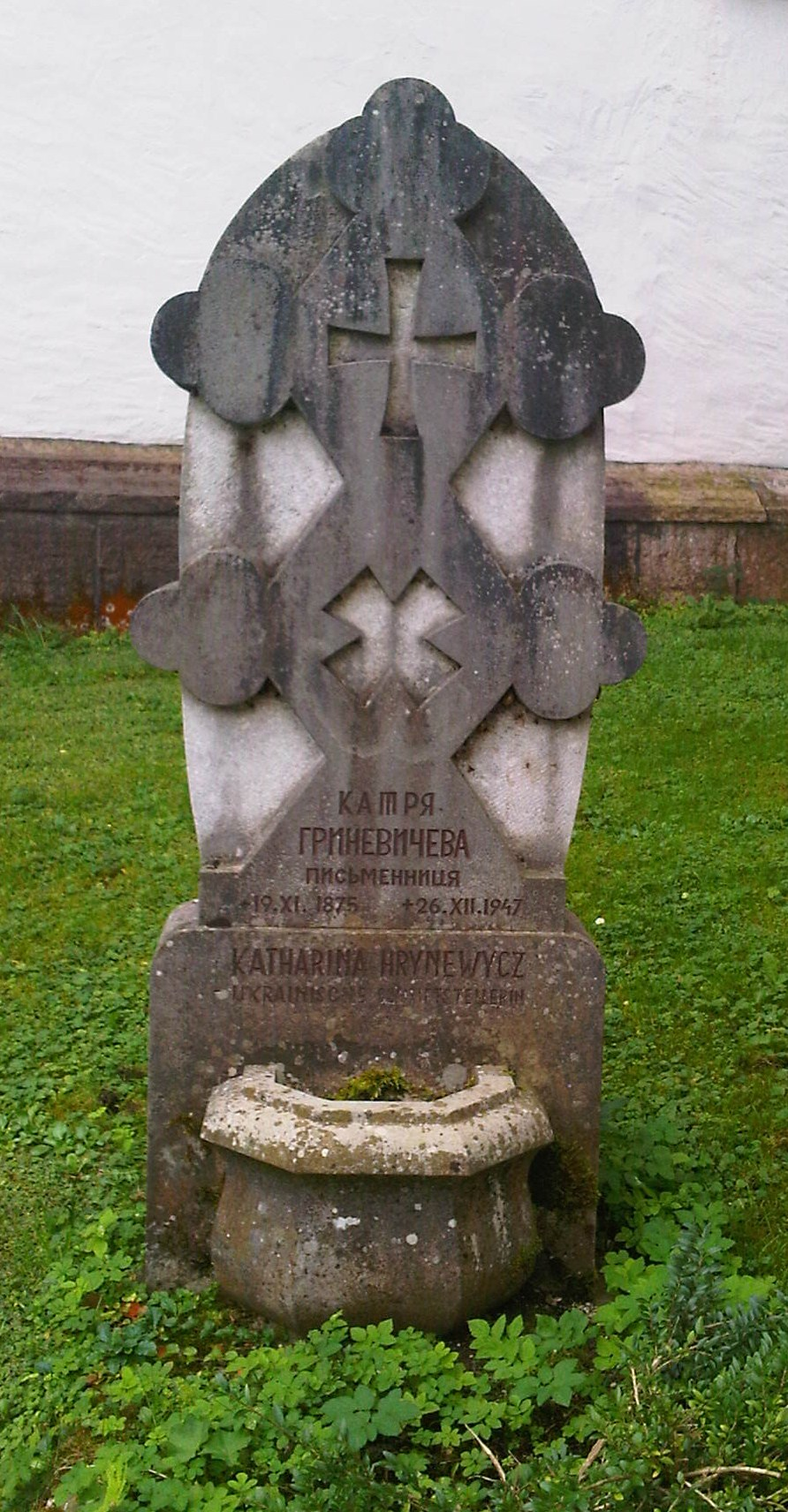
Могила Катрі Гриневичевої в Берхтесґадені

Боротьба за спадщину Романа Мстиславича була не менш тривалою і жорстокою, ніж та, яку він вів, об'єднуючи і зміцнюючи Галицько-Волинське князівство. Про це йдеться у повісті «Шоломи в сонці», яка хронологічно продовжує «Шестикрильця», але має вже іншу тональність. Головним героєм твору виступає народ, він дає відсіч угорським окупантам Галича, стримує польський натиск на Волинь, розбиває Рюрика Київського з його найманцями. Героїчною смертю у цій битві гине і дівчина Ясиня, один із найсвітліших жіночих образів Гриневичевої.
Катря Гриневичева виробила власний стиль письма, її мова дещо архаїзована, як це й належить історичному полотну, збагачена давньоруською лексикою, взірцями давньої календарно-обрядової поезії. Сучасники докоряли їй за історизм мовлення, ускладненість образно-стильової системи. Письменниця дещо відійшла від традиційної оповідальності. Її стиль розрахований на емоційне, образне сприйняття подій. Катря Гриневичева свідомо культивує стиль літературного бароко з його багатою орнаментикою, вишуканістю й вибагливістю вислову, високою поетичною насиченістю образу. Динамічний сюжет її традиційної історичної повісті заступають ряди розрізнених величних і барвистих картин. Сучасного читача, призвичаєного до ясного й прозорого тексту, можуть вразити незвичайні художні засоби письменниці, її примхливі синтаксичні конструкції, іноді досить заплутані структури, оригінальний словник. Багатий і розмаїтий декоративний реквізит є складовою частиною літературного мислення письменниці.
Повісті Катрі Гриневичевої вияскравлюють цікаву й напружену сторінку історії України. Письменниця оживила історію, привернула увагу до тих історичних осіб та безіменних героїв, які в грізну годину будували свою державність, захищали її від ворожих нападів і внутрішніх чвар.

## Творчий доробок
Авторка циклу «Легенди й оповідання» (1906), збірки оповідань і нарисів «По дорозі в Сихем» (1923), «Непоборні» (1926), великих епічних творів «Шоломи в сонці» (1928), «Шестикрилець» (1929, 1935).

### Окремі видання
- Гриневичева К. Непоборні: Повісті, оповідання, новели. — Львів: Каменяр, 2004. — 359 с.
- Гриневичева К. Шестикрилець. Шоломи в сонці. — К.: Дніпро, 1990.

### Окремі твори
- Катря Гриневичева. Картина з мемуара // Вістник Союза визволення України, 09.01.1916 [Архівовано 22 серпня 2016 у Wayback Machine.]
- Катря Гриневичева. Слідом Одіна // Дїло, 23.01.1916 [Архівовано 29 серпня 2016 у Wayback Machine.]
- Катря Гриневичева. Коло життя // Краківські вісті, 09.03.1941 [Архівовано 29 серпня 2016 у Wayback Machine.]

## Аудіозаписи творів
- Катря Гриневичева. "З весною" : https://www.youtube.com/watch?v=vb7bvW34NN4